# NGC 1727
NGC 1727 é um aglomerado aberto com nebulosa na direção da constelação de Dorado. O objeto foi descoberto pelo astrônomo James Dunlop em 1826, usando um telescópio refletor com abertura de 9 polegadas. Devido a sua moderada magnitude aparente (+11,1), é visível apenas com telescópios amadores ou com equipamentos superiores. 